# Сем Еллардайс
Сем Еллардайс (англ. Sam Allardyce, нар. 9 жовтня 1954, Дадлі, Англія) — англійський футболіст, захисник. По завершенні ігрової кар'єри — тренер.

## Ігрова кар'єра
У дорослому футболі дебютував 1973 року виступами за команду клубу «Болтон Вондерерз», в якій провів сім сезонів, взявши участь у 184 матчах чемпіонату. Більшість часу, проведеного у складі «Болтона», був основним гравцем захисту команди.
Згодом з 1980 по 1992 рік грав у складі команд клубів «Сандерленд», «Міллволл», американського «Тампа-Бей Роудіс», «Ковентрі Сіті», «Гаддерсфілд Таун», «Болтон Вондерерз», «Престон Норт-Енд», «Вест-Бромвіч Альбіон» та ірландського «Лімерика».
Завершив професійну ігрову кар'єру у клубі «Престон Норт-Енд», у складі якого вже виступав раніше. Прийшов до команди 1992 року, захищав її кольори до припинення виступів на професійному рівні у 1992.

## Кар'єра тренера
Розпочав тренерську кар'єру, ще продовжуючи грати на полі, 1991 року, очоливши тренерський штаб клубу «Лімерик».
Надалі очолював команди клубів «Блекпул», «Ноттс Каунті», «Болтон Вондерерз», «Ньюкасл Юнайтед» та «Блекберн Роверз».
З 2011 по 2015 роки очолював тренерський штаб команди «Вест Гем Юнайтед».
9 жовтня 2015 року Еллардайс був призначений на пост головного тренера клубу «Сандерленд». Контракт розрахований строком на два роки. Під керівництвом Еллардайса гра «Сандерленда», який перебував на останньому місці без єдиної перемоги, стабілізувалася і дещо покращилася. За підсумками сезону «чорні коти» посіли 17-те місце і зберегли місце в Прем'єр-лізі.
22 липня 2016 року Еллардайс очолив збірну Англії, яка до цього провалила Євро-2016. Контракт фахівця був розрахований на два роки. Проте під його керівництвом збірна провела лише один офіційний матч, в якому мінімально здолала Словаччину, — наприкінці вересня 2016 Еллердайса було відправлено у відставку. Причиною став корупційний скандал, пов'язаний зі згодою тренера допомогти журналістам видання The Telegraph, що видавали себе за підприємців, обійти чинні в Англії трансферні правила.
У грудні 2016 року очолив «Крістал Пелес», на чолі якого успішно виконав завдання збереження місця у Прем'єр-лізі, проте після завершення сезону у травні 2017 залишив команду.
Попри власні заяви про відсутність зацікавленості у продовженні тренерської кар'єри на клубному рівні, 30 листопада 2017 року уклав контракт з «Евертоном». Пропрацював з ліверпульською командою до завершення сезону 2017/18, в якому вона посіла восьме місце у турнірній таблиці чемпіонату, проте демонструвала невиразну гру, яка не подобалася вболівальникам клубу. Залишив «Евертон» у травні 2018 року.